# Carolina d'Orange-Nassau
Carolina d'Orange-Nassau (Leeuwarden, 28 febbraio 1743 – Kirchheimbolanden, 6 maggio 1787) fu principessa d'Orange e reggente della Repubblica delle Sette Province Unite. Fu, inoltre, per matrimonio principessa di Nassau-Weilburg.

## Biografia

### Infanzia
Carolina era la figlia primogenita di Guglielmo IV d'Orange-Nassau e di Anna di Gran Bretagna. Nel 1747 fu stabilito che la carica di Stadtholder potesse essere ereditata anche dalle donne. Quindi Carolina divenne l'erede presunta a tale carica. Tale ruolo durò poco, perché l'anno successivo nacque un erede maschio, il fratello Guglielmo.

### Reggente delle Sette Province
Il padre morì nel 1751, lasciando come reggente la moglie Anna. La madre morì nel 1759 e venne nominata reggente la nonna paterna, Maria Luisa d'Assia-Kassel. Quest'ultima morì nel 1765, ed essendo Guglielmo ancora minorenne, Carolina divenne reggente per un anno, ovvero fino a quando il fratello divenne maggiorenne.

### Matrimonio
Il 5 marzo 1760 Carolina sposò Carlo Cristiano di Nassau-Weilburg.

### Morte
Carolina d'Orange-Nassau morì il 6 maggio 1787 a Kirchheimbolanden.

## Discendenza
Dal matrimonio tra Carolina e Carlo Cristiano di Nassau-Weilburg nacquero quindici figli:
- Giorgio Guglielmo Belgico (18/19 dicembre 1760 - 27 maggio 1762);
- Guglielmo Ludovico Carlo Flemando (12 dicembre 1761 - 16/26 aprile, 1770);
- Augusta Maria Carolina (5 febbraio 1764 - 20 gennaio 1802). Fu monaca al monastero di Quedlinburg presso Herford;
- Guglielmina Luisa (28 settembre 1765 - 10 ottobre 1837). Sposò il Principe Enrico XIII di Reuss-Greiz;
- Federico Guglielmo (25 ottobre 1768, L'Aia - 9 gennaio 1816);
- Carolina Luisa Federica (14 febbraio 1770 - 8 luglio 1828). sposò Carlo Luigi di Wied;
- Carlo Luigi (19 luglio - 27 luglio 1772);
- Carlo Federico Guglielmo (1º maggio 1775 - 11 maggio 1807);
- Amalia Guglielmina Luisa (7 agosto 1776 - 19 febbraio 1841). Sposò Vittorio II di Anhalt-Bernburg-Schaumburg-Hoym;
- Enrichetta (22 aprile 1780 - 2 gennaio 1857). Sposò il duca Ludovico del Württemberg, secondo figlio del Duca Federico II Eugenio di Württemberg;
- Carlo (nato e morto nel 1784);
- cinque figli senza nome (1767, 1778, 1779, 1784 e 1785).

## Ascendenza
|                                   |                            |                                          | Genitori                                |  |  | Nonni |  |  | Bisnonni                           |  |  | Trisnonni                          |  |
|                                   |                            |                                          |                                         |  |  |       |  |  | Enrico Casimiro II di Nassau-Dietz |  |  | Guglielmo Federico di Nassau-Dietz |  |
|                                   |                            |                                          |                                         |  |  |       |  |  | Enrico Casimiro II di Nassau-Dietz |  |  | Guglielmo Federico di Nassau-Dietz |  |
|                                   |                            | Albertina Agnese d'Orange                |                                         |  |  |       |  |  | Enrico Casimiro II di Nassau-Dietz |  |  |                                    |  |
| Giovanni Guglielmo Friso d'Orange |                            |                                          |                                         |  |  |       |  |  | Enrico Casimiro II di Nassau-Dietz |  |  |                                    |  |
|                                   |                            | Enrichetta Amalia di Anhalt-Dessau       | Giovanni Giorgio II di Anhalt-Dessau    |  |  |       |  |  |                                    |  |  |                                    |  |
|                                   |                            | Enrichetta Amalia di Anhalt-Dessau       | Giovanni Giorgio II di Anhalt-Dessau    |  |  |       |  |  |                                    |  |  |                                    |  |
|                                   |                            | Enrichetta Amalia di Anhalt-Dessau       | Enrichetta Caterina d'Orange            |  |  |       |  |  |                                    |  |  |                                    |  |
| Guglielmo IV di Orange-Nassau     |                            | Enrichetta Amalia di Anhalt-Dessau       |                                         |  |  |       |  |  |                                    |  |  |                                    |  |
|                                   |                            | Carlo I d'Assia-Kassel                   | Guglielmo VI d'Assia-Kassel             |  |  |       |  |  |                                    |  |  |                                    |  |
|                                   |                            | Carlo I d'Assia-Kassel                   | Guglielmo VI d'Assia-Kassel             |  |  |       |  |  |                                    |  |  |                                    |  |
|                                   |                            | Carlo I d'Assia-Kassel                   | Edvige Sofia di Brandeburgo             |  |  |       |  |  |                                    |  |  |                                    |  |
| Maria Luisa d'Assia-Kassel        |                            | Carlo I d'Assia-Kassel                   |                                         |  |  |       |  |  |                                    |  |  |                                    |  |
|                                   |                            | Amalia di Curlandia                      | Giacomo Kettler                         |  |  |       |  |  |                                    |  |  |                                    |  |
|                                   |                            | Amalia di Curlandia                      | Giacomo Kettler                         |  |  |       |  |  |                                    |  |  |                                    |  |
|                                   |                            | Amalia di Curlandia                      | Luisa Carlotta di Brandeburgo           |  |  |       |  |  |                                    |  |  |                                    |  |
| Carolina di Orange-Nassau         |                            | Amalia di Curlandia                      |                                         |  |  |       |  |  |                                    |  |  |                                    |  |
|                                   | Giorgio I di Gran Bretagna | Ernesto Augusto di Brunswick-Lüneburg    |                                         |  |  |       |  |  |                                    |  |  |                                    |  |
|                                   | Giorgio I di Gran Bretagna | Ernesto Augusto di Brunswick-Lüneburg    |                                         |  |  |       |  |  |                                    |  |  |                                    |  |
|                                   | Giorgio I di Gran Bretagna | Sofia del Palatinato                     |                                         |  |  |       |  |  |                                    |  |  |                                    |  |
| Giorgio II di Gran Bretagna       | Giorgio I di Gran Bretagna |                                          |                                         |  |  |       |  |  |                                    |  |  |                                    |  |
|                                   |                            | Sofia Dorotea di Celle                   | Giorgio Guglielmo di Brunswick-Lüneburg |  |  |       |  |  |                                    |  |  |                                    |  |
|                                   |                            | Sofia Dorotea di Celle                   | Giorgio Guglielmo di Brunswick-Lüneburg |  |  |       |  |  |                                    |  |  |                                    |  |
|                                   |                            | Sofia Dorotea di Celle                   | Éléonore d'Esmier d'Olbreuse            |  |  |       |  |  |                                    |  |  |                                    |  |
| Anna di Hannover                  |                            | Sofia Dorotea di Celle                   |                                         |  |  |       |  |  |                                    |  |  |                                    |  |
|                                   |                            | Giovanni Federico di Brandeburgo-Ansbach | Alberto II di Brandeburgo-Ansbach       |  |  |       |  |  |                                    |  |  |                                    |  |
|                                   |                            | Giovanni Federico di Brandeburgo-Ansbach | Alberto II di Brandeburgo-Ansbach       |  |  |       |  |  |                                    |  |  |                                    |  |
|                                   |                            | Giovanni Federico di Brandeburgo-Ansbach | Sofia Margherita di Öttingen-Öttingen   |  |  |       |  |  |                                    |  |  |                                    |  |
| Carolina di Brandeburgo-Ansbach   |                            | Giovanni Federico di Brandeburgo-Ansbach |                                         |  |  |       |  |  |                                    |  |  |                                    |  |
|                                   |                            | Eleonora Erdmuthe di Sassonia-Eisenach   | Giovanni Giorgio I di Sassonia-Eisenach |  |  |       |  |  |                                    |  |  |                                    |  |
|                                   |                            | Eleonora Erdmuthe di Sassonia-Eisenach   | Giovanni Giorgio I di Sassonia-Eisenach |  |  |       |  |  |                                    |  |  |                                    |  |
|                                   |                            | Eleonora Erdmuthe di Sassonia-Eisenach   | Giovannetta di Sayn-Wittgenstein        |  |  |       |  |  |                                    |  |  |                                    |  |
|                                   |                            | Eleonora Erdmuthe di Sassonia-Eisenach   |                                         |  |  |       |  |  |                                    |  |  |                                    |  |